# Кьяваччи, Джорджо
Джорджо Кьяваччи (итал. Giorgio Chiavacci, 3 июля 1899 — 4 марта 1969) — итальянский фехтовальщик-рапирист, олимпийский чемпион и чемпион мира.

## Биография
Родился в 1899 году в Чечине. В 1924 году принял участие в Олимпийских играх в Париже, но там итальянская команда заняла лишь 4-е место. В 1926 году завоевал золотую медаль Международного первенства в Будапеште. В 1928 году принял участие в Олимпийских играх в Амстердаме, где выиграл 22 схватки из 24, принеся золотую медаль итальянской команде, однако травма колена не дала ему принять участие в индивидуальном первенстве. В 1931 году опять стал чемпионом Международного первенства по фехтованию. В 1932 году он готовился принять участие в Олимпийских играх в Лос-Анджелесе, но инфекция глаза вынудила его прекратить занятия фехтованием.
В 1937 году Международные первенства по фехтованию были задним числом признаны чемпионатами мира.